# Stație de epurare

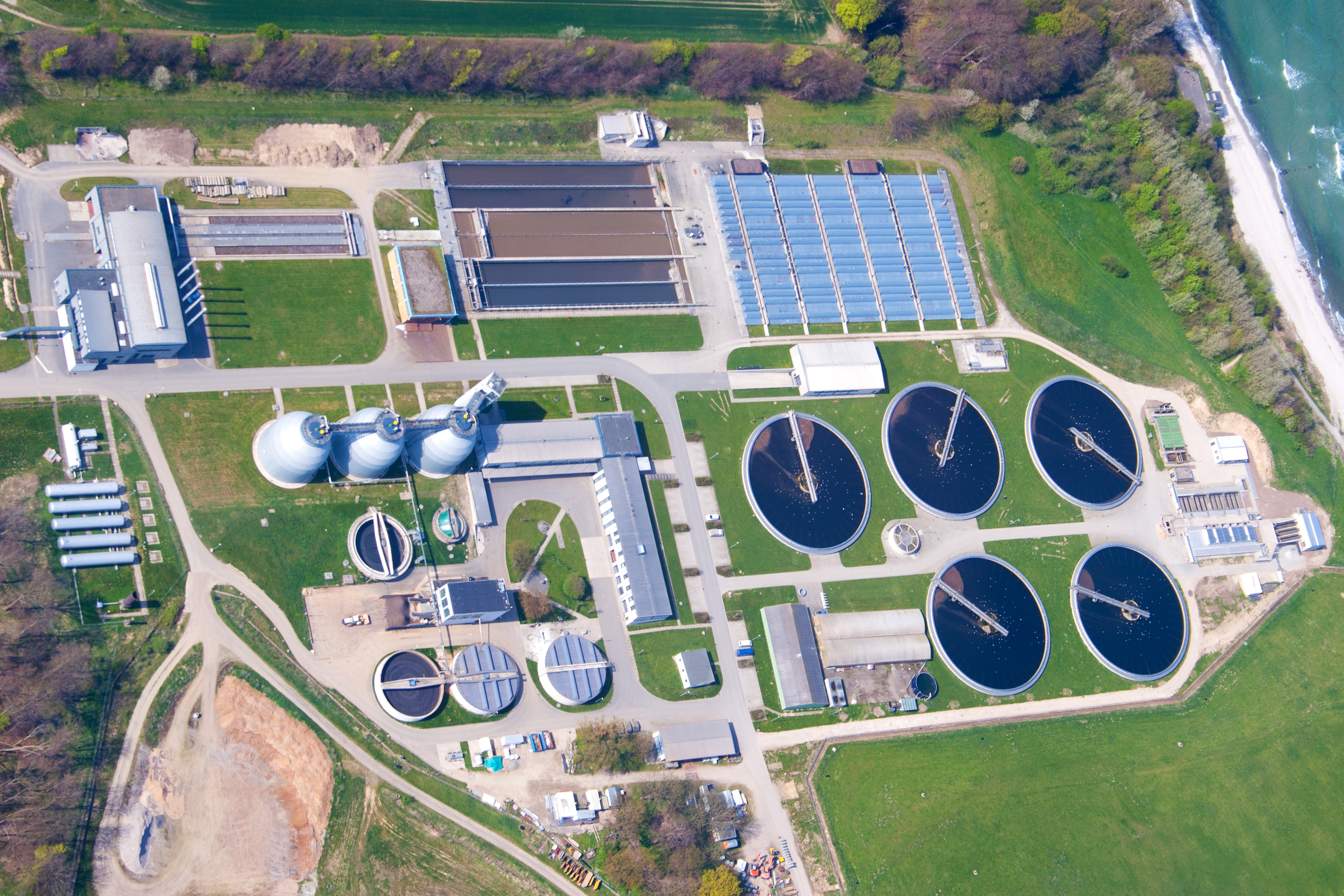
Stație de epurare

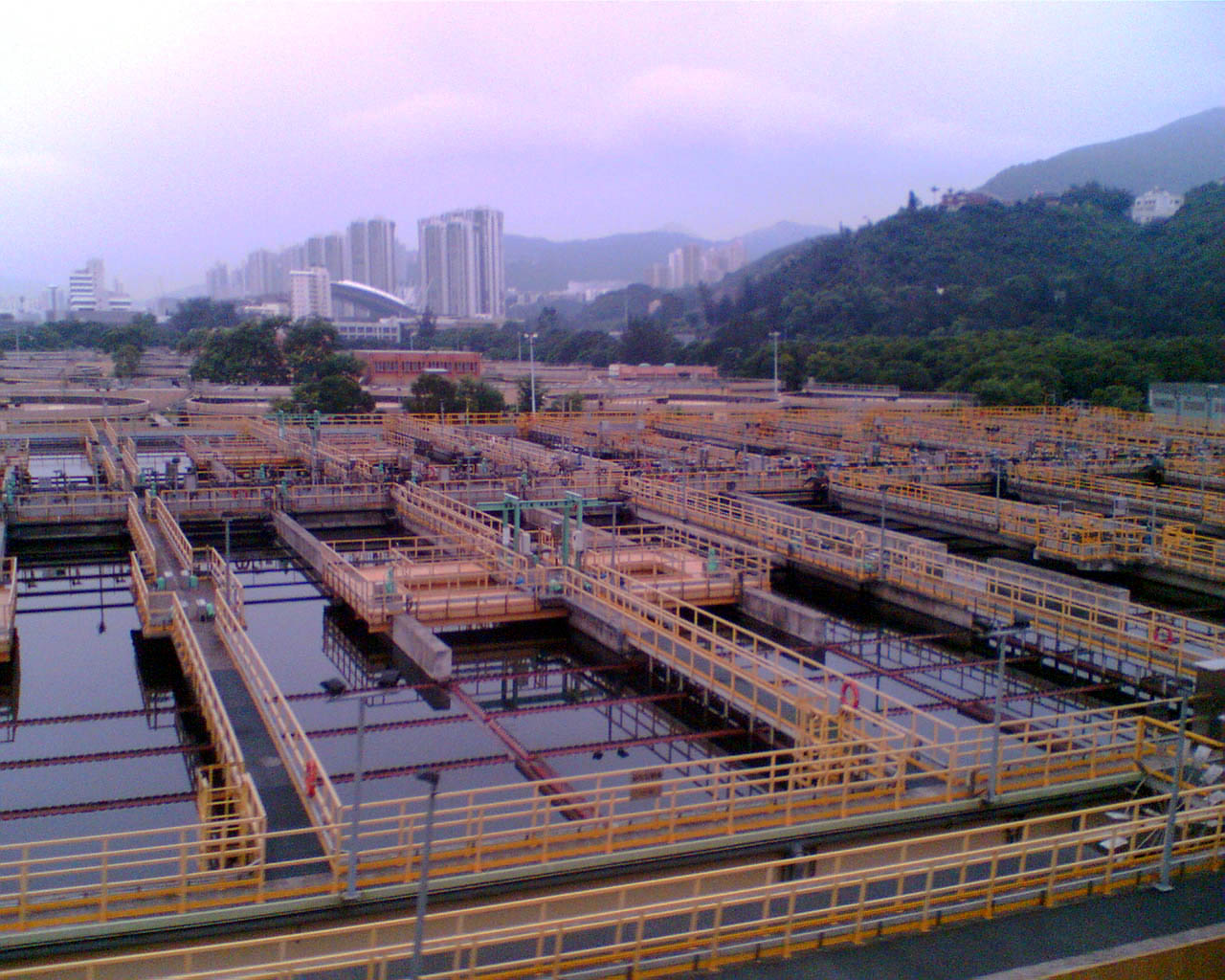
Stația de epurare a apelor uzate ale orașului Hong Kong

Stația de epurare reprezintă ansamblul de construcții și instalații destinat epurării apelor uzate prin metode mecanice, mecano-chimice, biologice și terțiare. Capacitatea stațiilor de epurare se exprimă în m3/zi.

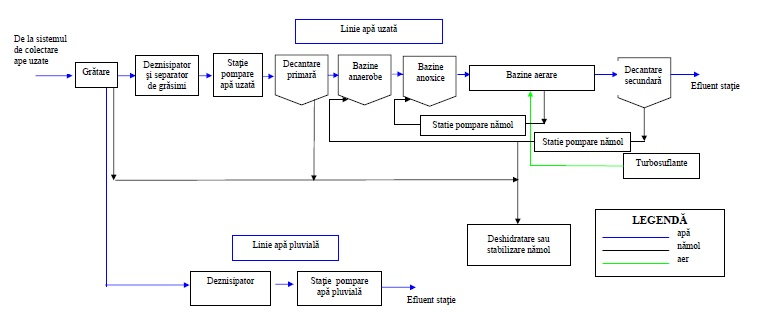
Schema unei stații de epurare

Pentru o stație de epurare, obiectul de activitate se referă la două categorii de ape uzate:
- Influentul reprezintă apele uzate intrate în stația de epurare.
- Efluentul reprezintă apa uzată epurată evacuată de stația de epurare sau de o treaptă de epurare.

Epurarea apelor uzate (influentului) poate fi realizată în mai multe etape:
- epurare primară - prin mijloace mecanice sau fizico-chimice
- epurare secundară - prin mijloace biologice, în care procedeele de epurare sunt atât de natură fizică cât și biochimică
- epurare terțiară - prin procese chimice, pentru îndepărtarea din apele uzate a unor poluanți specifici unor ape uzate industriale

Stația de epurare acționează pentru diminuarea cantității/concentrației poluanților pe care îi conține apa uzată, astfel încât efluentul să respecte condițiile de evacuare impuse prin reglementările în vigoare.
Apele uzate care se evacuează în receptorii naturali nu trebuie să conțină:
a) substanțe poluante cu grad ridicat de toxicitate;
b) materii în suspensie peste limita admisă, care ar putea produce depuneri în albiile minore ale cursurilor de apă sau în cuvetele lacurilor și, în final colmatarea acestora;
c) substanțe care pot conduce la creșterea turbidității, formarea spumei sau la schimbarea proprietăților organoleptice ale receptorilor față de starea naturală a acestora.

## Tipuri de stații de epurare

### Stații de epurare a apelor uzate menajere
Stațiile de epurare a apelor uzate menajere sunt instalații care îndepărtează contaminanții din apele uzate provenite din gospodării sau din activități comerciale sau industriale pretratate. Scopul este obținerea unui efluent care poate fi evacuat în siguranță în mediul înconjurător sau reutilizat.
Etapele folosite sunt tratamentul primar, secundar, în anumite cazuri și tratamentul terțiar. Tratamentul secundar reduce materia organică. În Suedia este folosită și etapa cvaternară ce îndepărtează micropoluanți organici, precum medicamentele.
Alegerea tehnologiei potrivite se bazează pe criterii tehnice și economice, precum calitatea dorită a efluentului, costurile de construcție și operare, disponibilitatea terenului, cerințele energetice și aspecte de durabilitate. În zonele rurale sau în țările în curs de dezvoltare, se utilizează sisteme individuale precum fose septice, sisteme de drenaj, sau vermifiltre.
La nivel global, se estimează că aproximativ 52% din apele uzate sunt tratate.

### Stații de epurare a apelor uzate industriale

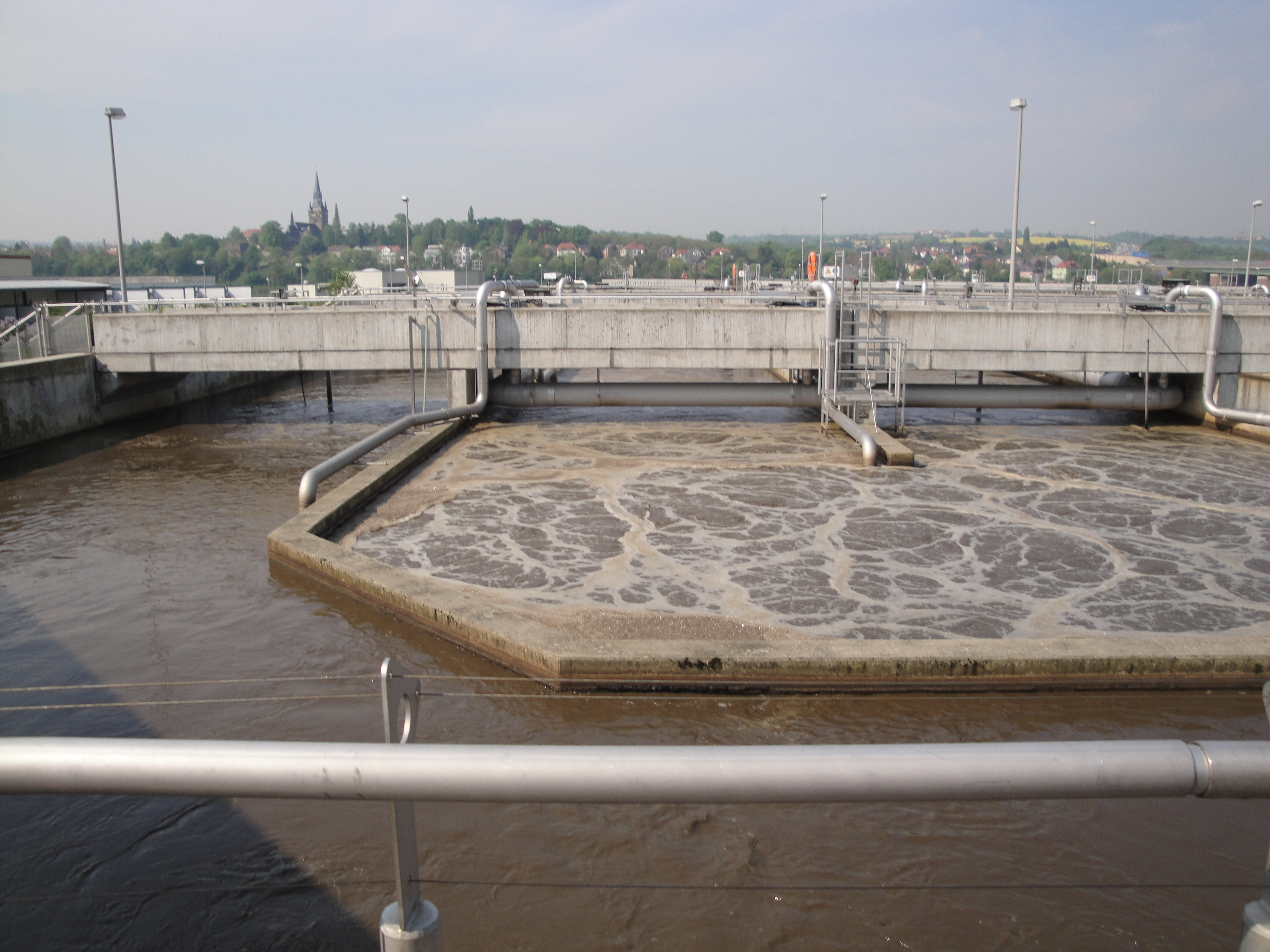
Rezervor de aerare a unui proces cu nămol activ la stația de epurare din Germania

Stațiile de epurare industriale transformă apa poluată în apă tratată și solide care pot fi reutilizate sau evacuate în siguranță în rețeaua publică de canalizare sau direct în resursele de apă.
Unele industrii, cum ar fi rafinăriile de petrol, fabricile chimice și petrochimice, dispun de instalații proprii specializate pentru a respecta reglementările privind evacuarea apelor uzate. Procesele de epurare includ:
- desalinizarea apei
- îndepărtarea solidelor
- eliminarea grăsimilor, uleilor și altor substanțe toxice
- tratarea acizilor și bazelor

Industriile moderne își reproiectează procesele pentru a reduce sau elimina generarea de poluanți pentru a reutiliza intern apa tratată.

### Stații de epurare a apelor uzate agricole

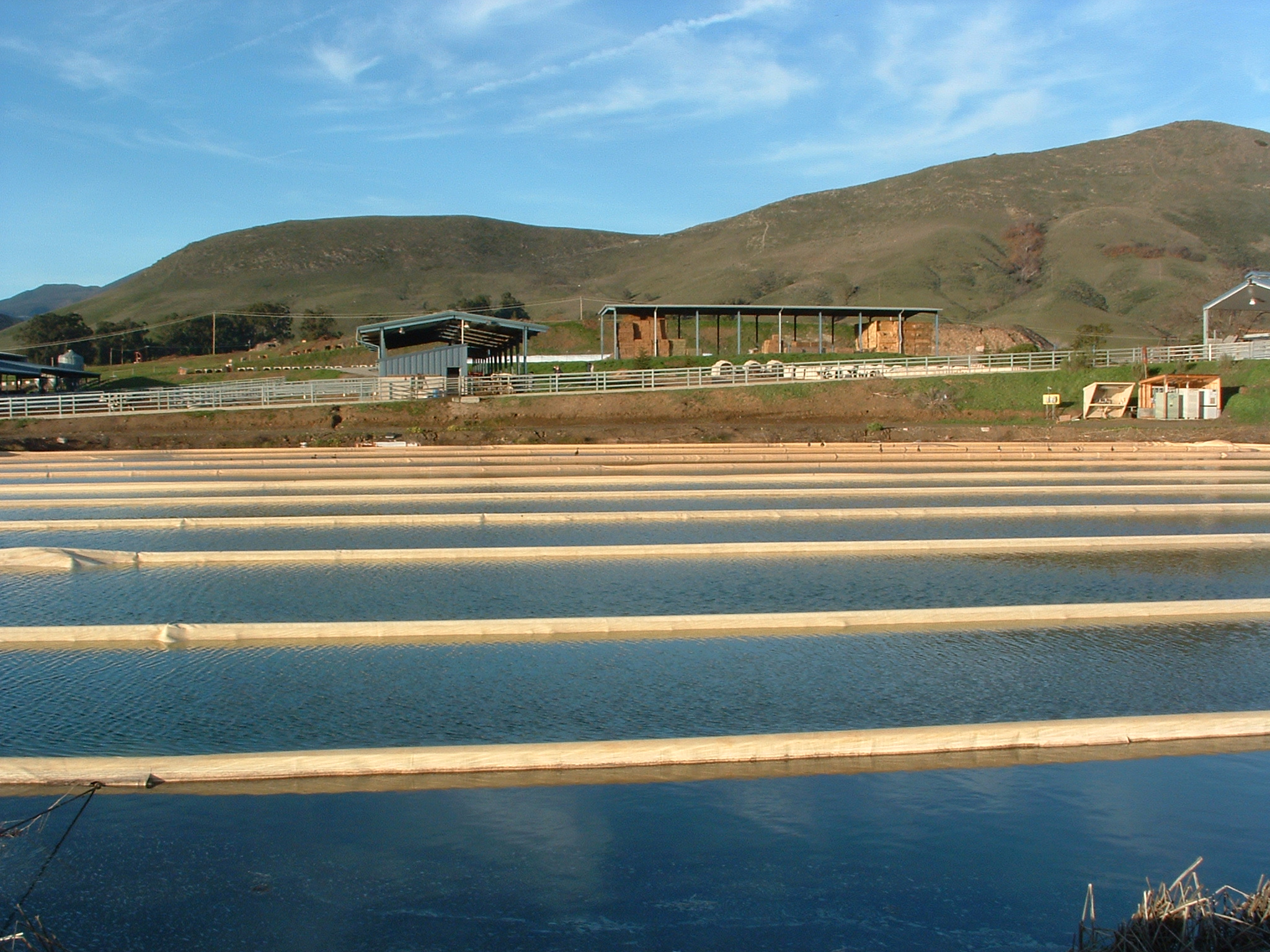
Lagună anaeroba pentru tratarea deseurilor lactate

Poluarea agricolă poate fi punctuală (dejecții animale) sau difuză (scurgeri de nutrienți și pesticide). Stațiile de epurare agricole sunt folosite în special la ferme de lapte sau ouă, abatoare deoarece aceste activități generază constant cantități mari de ape reziduale bogate în materie organică și alte substanțe poluante. Fără un tratament adecvat, aceste ape uzate contaminează apele de suprafață și subterane.
Stațiile de epurare agricole pot include unități mecanizate, similare celor industriale, sau sisteme mai ieftine, precum lagunele anaerobe sau bazinele de decantare.

### Stații de tratare a levigatului
Levigatul este lichidul rezultat din infiltrarea apei prin deșeuri depozitate în gropile de gunoi. Stațiile specializate de tratare a levigatului folosesc procese biologice, filtre cu cărbune activ, osmoză inversă, tratare electrochimică sau ultrafiltrare pentru a elimina poluanții periculoși.

## Lista celor mai mari stații de epurare a apelor uzate
| Numele fabricii    | An   | Oraș             | Țară   | Capacitate vreme uscată (m³ pe zi) | Capacitate vreme umedă (m³ pe zi) | Suprafață   |
| ------------------ | ---- | ---------------- | ------ | ---------------------------------- | --------------------------------- | ----------- |
| New Delta          | 2023 | El Dabaa         | Egipt  | 7.500.000                          | -                                 | 32 hectare  |
| Bahr El-Baqar      | 2021 | Port Said        | Egipt  | 5.600.000                          | -                                 | 65 hectare  |
| Lyuberetskiye      | 1963 | Moscova          | Rusia  | 3.000.000                          | -                                 | -           |
| Jean-R.-Marcotte   | 1984 | Montréal         | Canada | 2.780.000                          | 7.600.000                         | 67 hectare  |
| Stickney           | 1930 | Chicago          | SUA    | 2.665.000                          | 5.450.000                         | 167 hectare |
| Detroit            | 1940 | Detroit          | SUA    | 2.460.000                          | 3.520.000                         | 53 hectare  |
| Kuryanovo          | 1950 | Moscova          | Rusia  | 2.200.000                          | -                                 | -           |
| Atotonilco de Tula | 2015 | Ciudad de México | Mexic  | 2.000.000                          | 3.000.000                         | -           |
| Bailonggang        | 1999 | Shanghai         | China  | 2.000.000                          | -                                 | -           |
| Shanghai Zhuyan    | 2004 | Shanghai         | China  | 1.700.000                          | -                                 | -           |